# Silves
Silves község és város Portugália déli részén Algarve régióban. A község lakossága 2011-ben 37,126 fő volt.
A község területe 680,06 négyzetkilométer. Silves város a portugál történelem egyik jelentős helyszíne, Algarve tartomány korábbi központja volt.

## Történelem

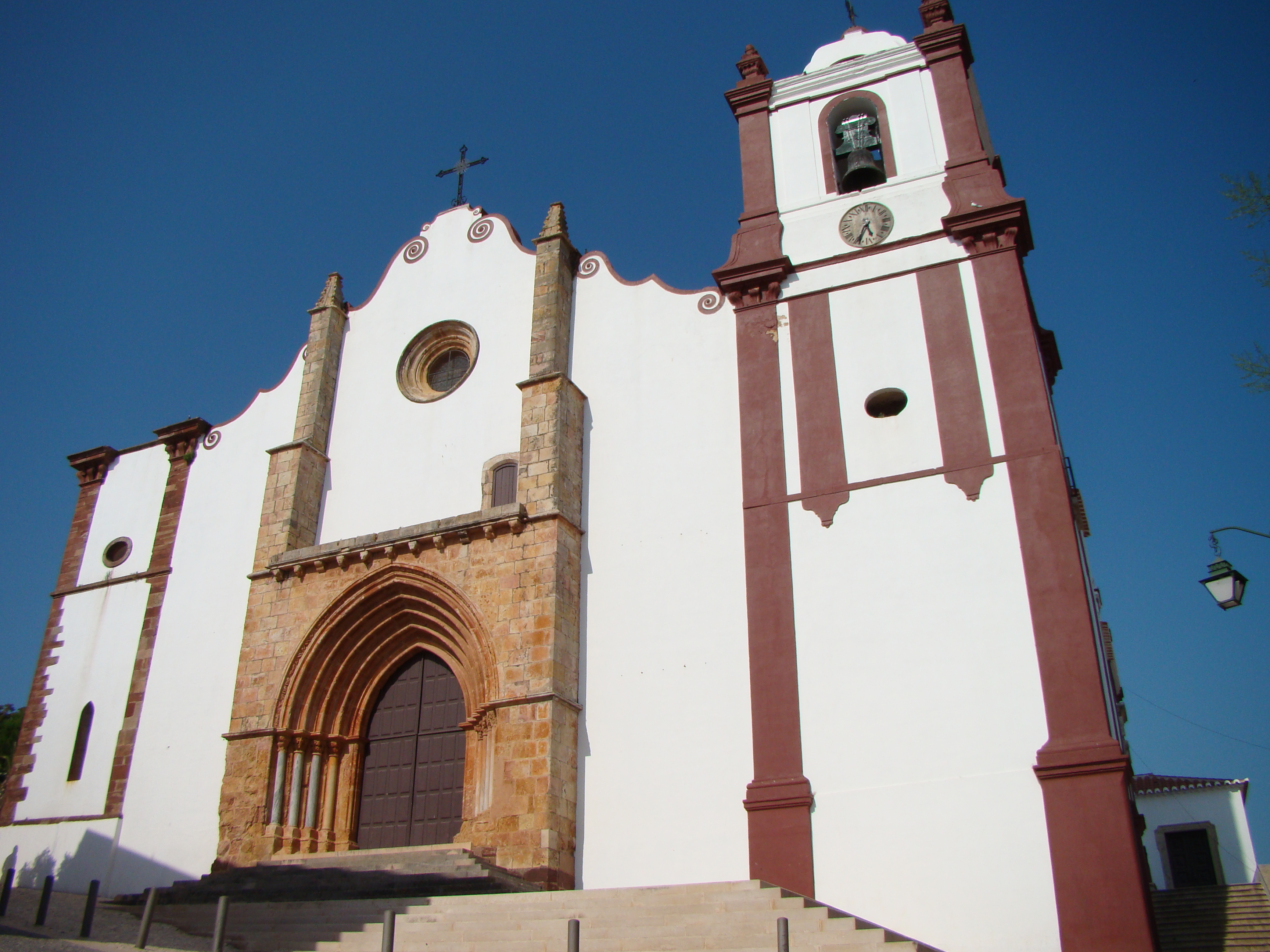
Silves székesegyháza

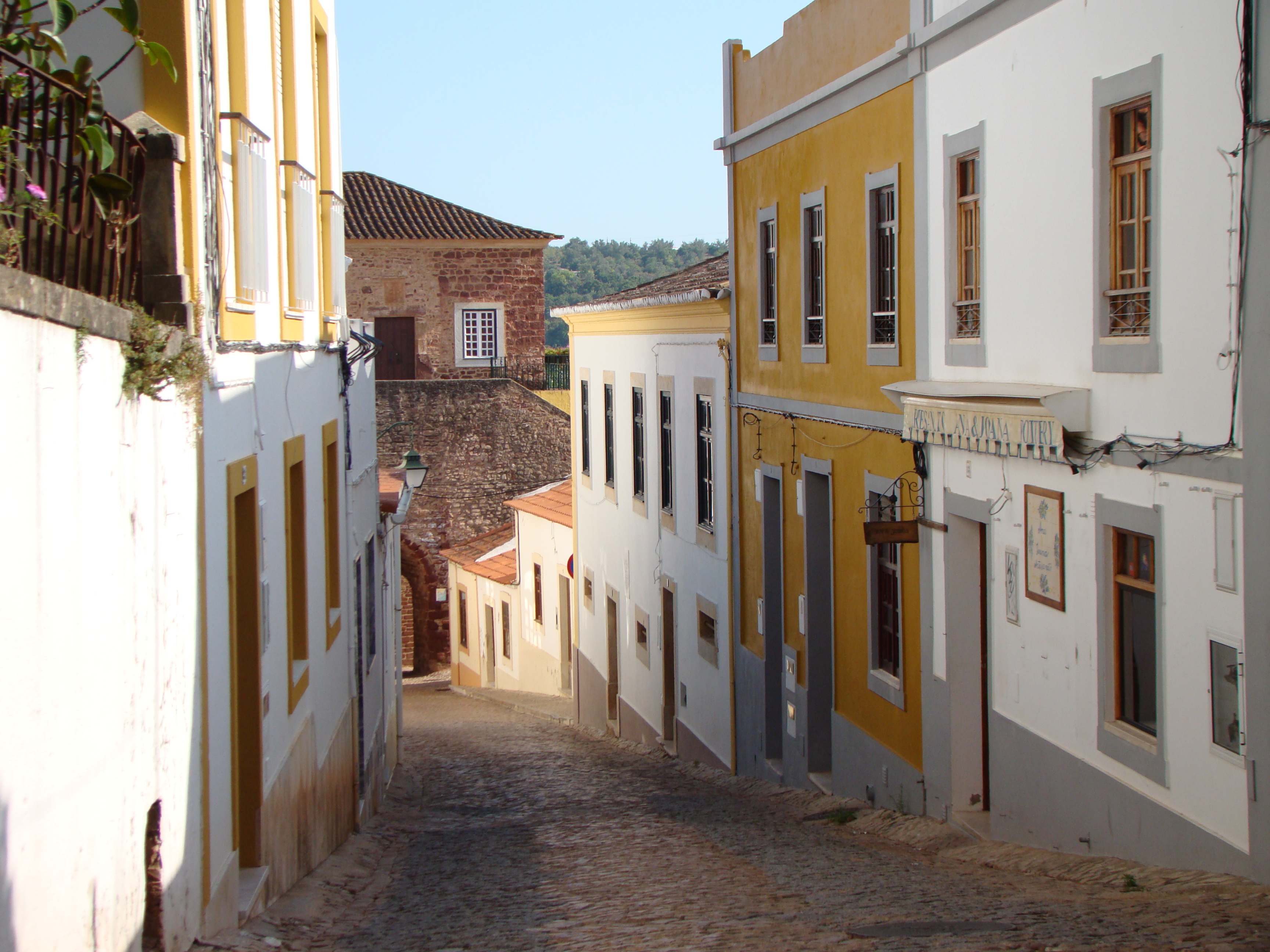
Silves egyik utcája

Silves területe a kőkor óta lakott hely, melyet számos régészeti lelet, többek közt menhirek is bizonyítanak. Az Arade-folyó, amely a régi időkben még hajózható volt, a vidék belső, szárazföldi területeit kötötte össze a tengerrel. A folyón jelentős kereskedelmi forgalom bonyolódott le. A várost az ókori rómaiak alapították, amikor a vidék még Lusitania provinciához tartozott.
713 körül, mikor a mórok elfoglalták a területet a város a Cordóbai Emirátus részévé vált. Ekkor a város neve az arab Shilb (شلب) elnevezésre változott. A tizedik században al-Andalus legfontosabb városává vált. Silves 1027-ben független taifává vált Ibn mozaine és fiának uralkodása idején, akit eltávolított a trónról Sevilla kormányzója, al-Mu'tadid által.

## Földrajza
A várost az Arade folyó szeli ketté, mely régen még hajózható volt, aminek következtében Silves városa felvirágozhatott. A folyón két duzzasztóművet is építettek. Az egyik az Arade, a másik a Funcho. A község tájképe többnyire hegyvidékies. A déil részeken a község az Atlanti-óceán által határolt. Silvesben található Dél-Portugália legnagyobb földalatti vízvezetéke, mellyel a közeli narancsültetvényeket locsolták. A narancs termesztését a mórok honosították meg a vidéken.

## Fordítás
Ez a szócikk részben vagy egészben  a   Silves, Portugal című angol Wikipédia-szócikk ezen változatának fordításán alapul.  Az eredeti cikk szerkesztőit annak laptörténete sorolja fel. Ez a jelzés csupán a megfogalmazás eredetét és a szerzői jogokat jelzi, nem szolgál a cikkben szereplő információk forrásmegjelöléseként.